# Henri-Léon Gréber
Henri-Léon Gréber (Beauvais, 28 de mayo de 1854-París, 1941) fue un escultor francés. Su hijo Jacques Gréber fue arquitecto urbanista.

## Datos biográficos
Henri-Désiré-Léon Gréber nació en la localidad de Beauvais, del departamento de Oise, en la región de Picardía.
Se trasladó a París donde nació su hijo Jacques el año 1882. 
En 1900 recibió una Medalla de Oro en la Exposición de Bellas Artes. En 1903 ya era oficial de la Academia de Bellas Artes.
Fue nombrado Caballero de la Legión de Honor el 2 de enero de 1904. En aquella época residía en el número 6 de la calle Vernion.
Trabajó en Estados Unidos, donde su hijo se asentó definitivamente.[cita requerida]
Falleció en París el año 1941.

## Obras
Entre las obras de Henri-Léon Gréber se incluyen las siguientes:
- Monumento a los muertos de la ciudad de Beauvais.[3]
- Henri-Léon Gréber fue el encargado de la fundición en bronce de la estatua de Antonio Nariño que se encuentra en la plaza de armas sur del Capitolio Nacional de Colombia que conduce y comparte con la Casa de Nariño, fue inaugurada el 20 de julio de 1910, siguiendo el modelo en yeso elaborado por Césare Sighinolfi en junio de 1884. La producción de la estatua pedestre no requirió el viaje de Henri-Léon a Colombia.[4]
- Estatua del maestro Emmanuel Frémiet(1824-1910),  (1913) ; en el Jardín de las Plantas de París[2]
- Fuente de « la Ronde des enfants » , en el jardín del Hotel de Cassini[nota 1], n.º 32 de la rue de Babylone[nota 2] de París. En 1919 el riquísimo heredero estadounidense Cecil Blumenthal adquirió el inmueble; buscaba una casa en París con motivo de su matrimonio con Anna Laetitia Pecci (llamada Mimi) (1885-1971), la sobrina del papa León XIII. En la década de 1920 restauró el edificio y remodeló los jardines contratando al arquitecto Jacques Greber, hijo de Henri- Léon que se hizo cargo de la fuente.[5]
- Esculturas representando las cuatro estaciones que adornan la gran escalera del Castillo de Grouchy[nota 3], actual ayuntamiento de Osny.[6] El castillo es monumento histórico de Francia desde 1990.[7]
- Es el autor de la copia de El beso de Rodin que se conserva en el Museo Rodin de Filadelfia.[cita requerida]
- Fuente de bronce en la mansión Miramar (1915). La fuente escultural está instalada en el jardín de la entrada frente a la fachada principal de estilo neoclásico francés en la Bellevue Avenue , Isla Aquidneck - en Newport (Rhode Island).[8] 41°27′30″N 71°18′17″O / 41.458285, -71.304767
- Fuente de bronce en Lynnewood Hall.[nota 4] .En Elkins Park, Condado de Montgomery (Pensilvania) 40°4′33″N 75°8′25″O / 40.07583, -75.14028

Retirada y vendida en 2006. Es una de las más grandes fuentes de Henri-Léon en Estados Unidos.

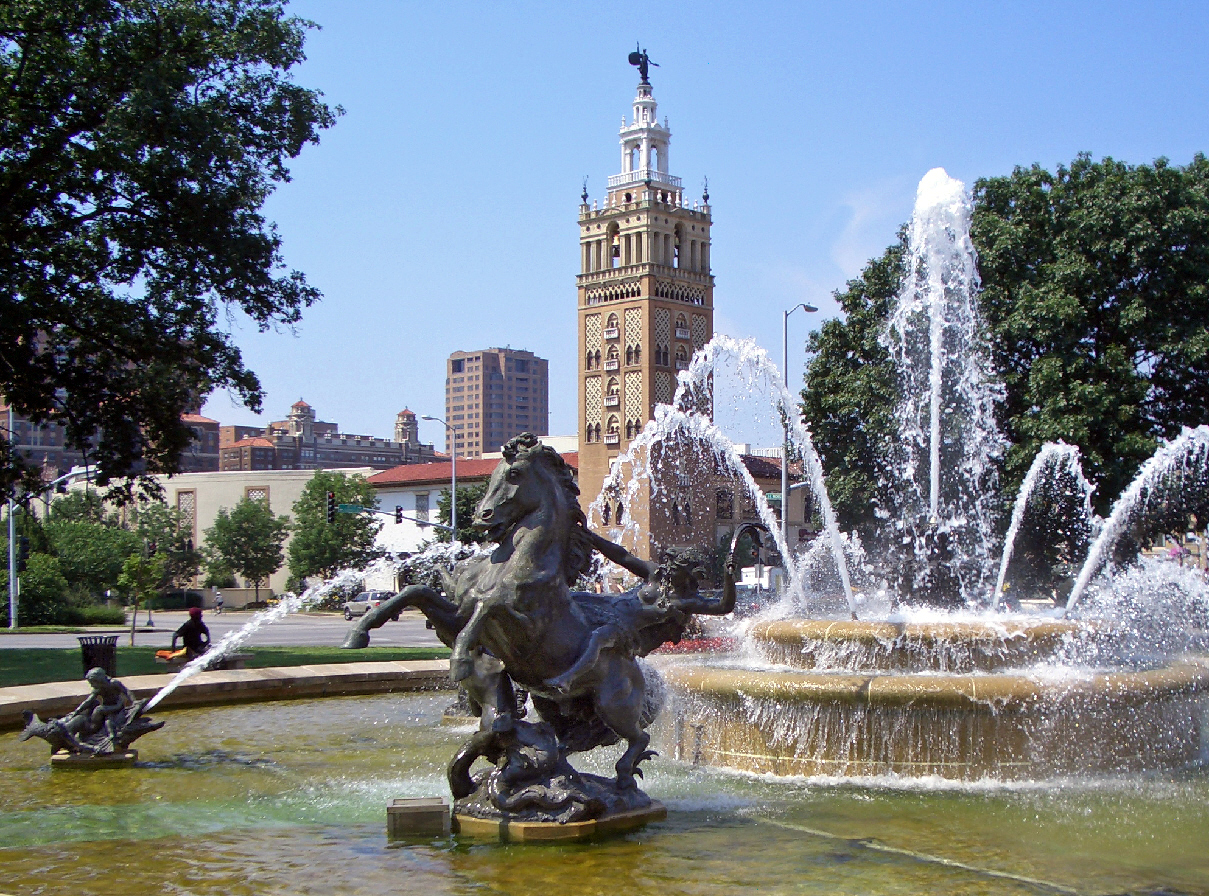
Memorial Jesse Clyde Nichols

- Es el autor de las esculturas de la fuente Memorial Jesse Clyde Nichols , 39°2′33″N 94°35′15″O / 39.04250, -94.58750, en Kansas City

la fuente constituida por cuatro esculturas ecuestres, fue concebida para la mansión de Harbor Hill en Long Island .
Fue trasladada en 1947 al Parque Mill Creek, adyacente a la Country Club Plaza de Kansas City, Misuri[cita requerida]

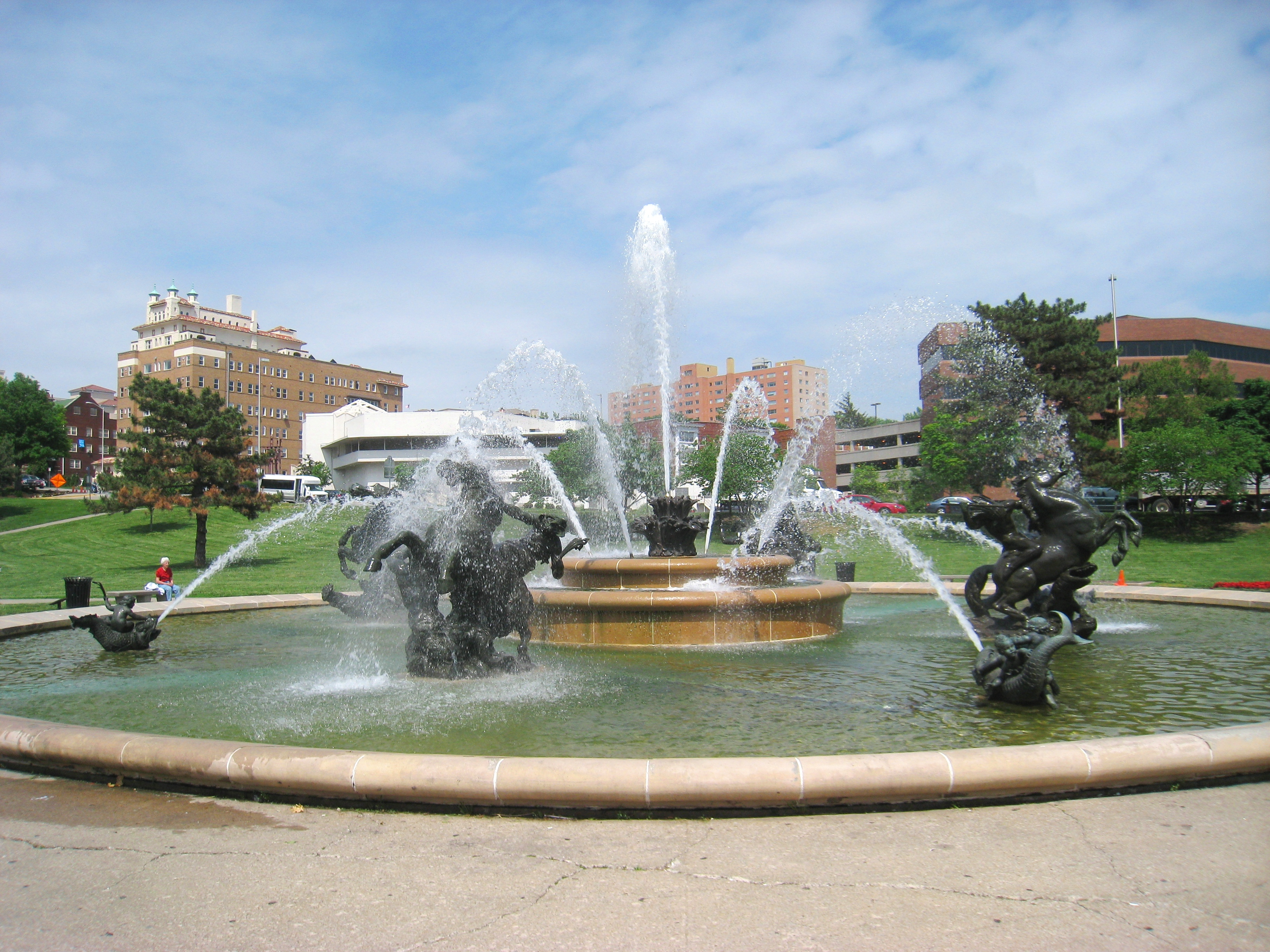
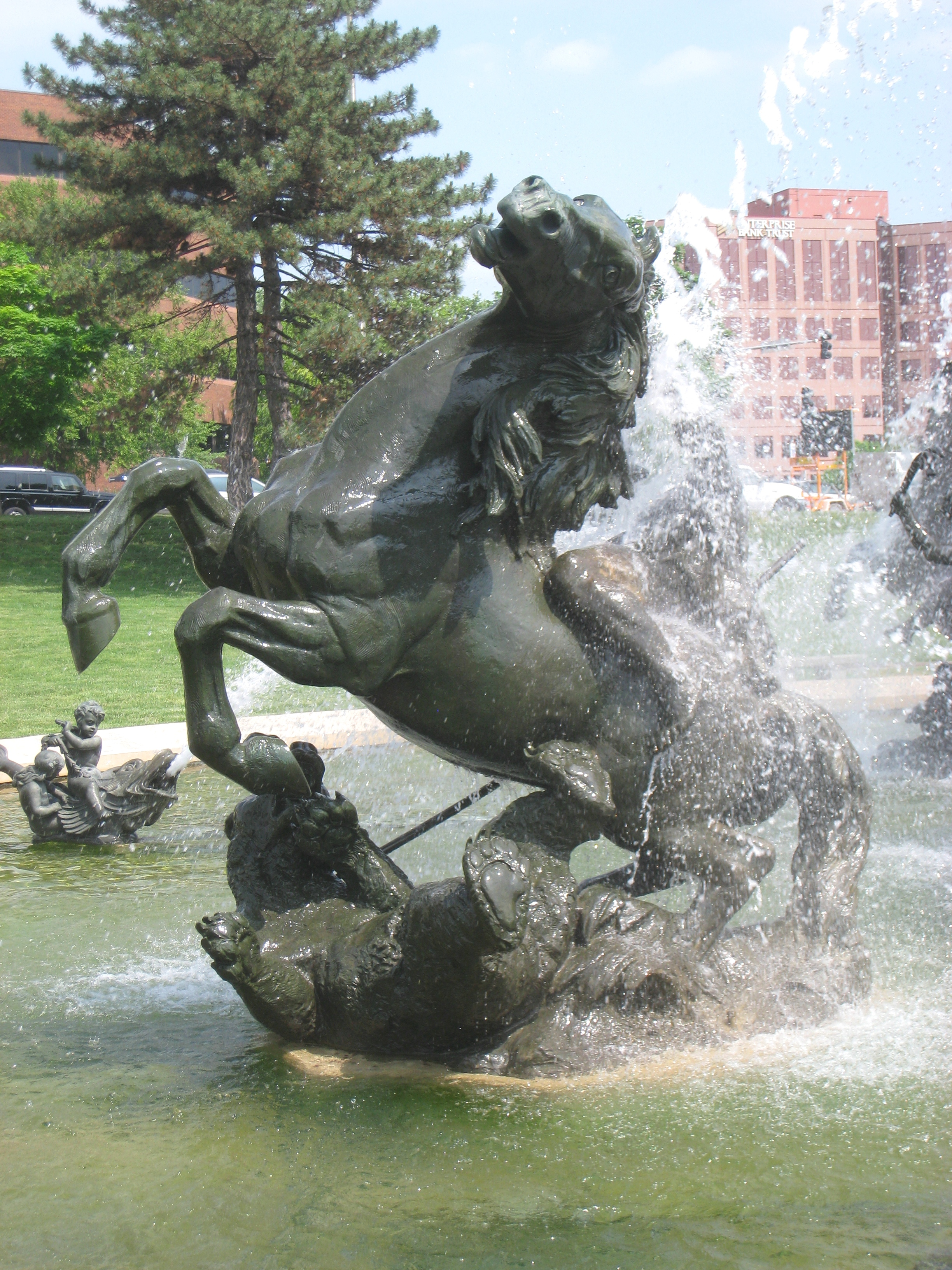
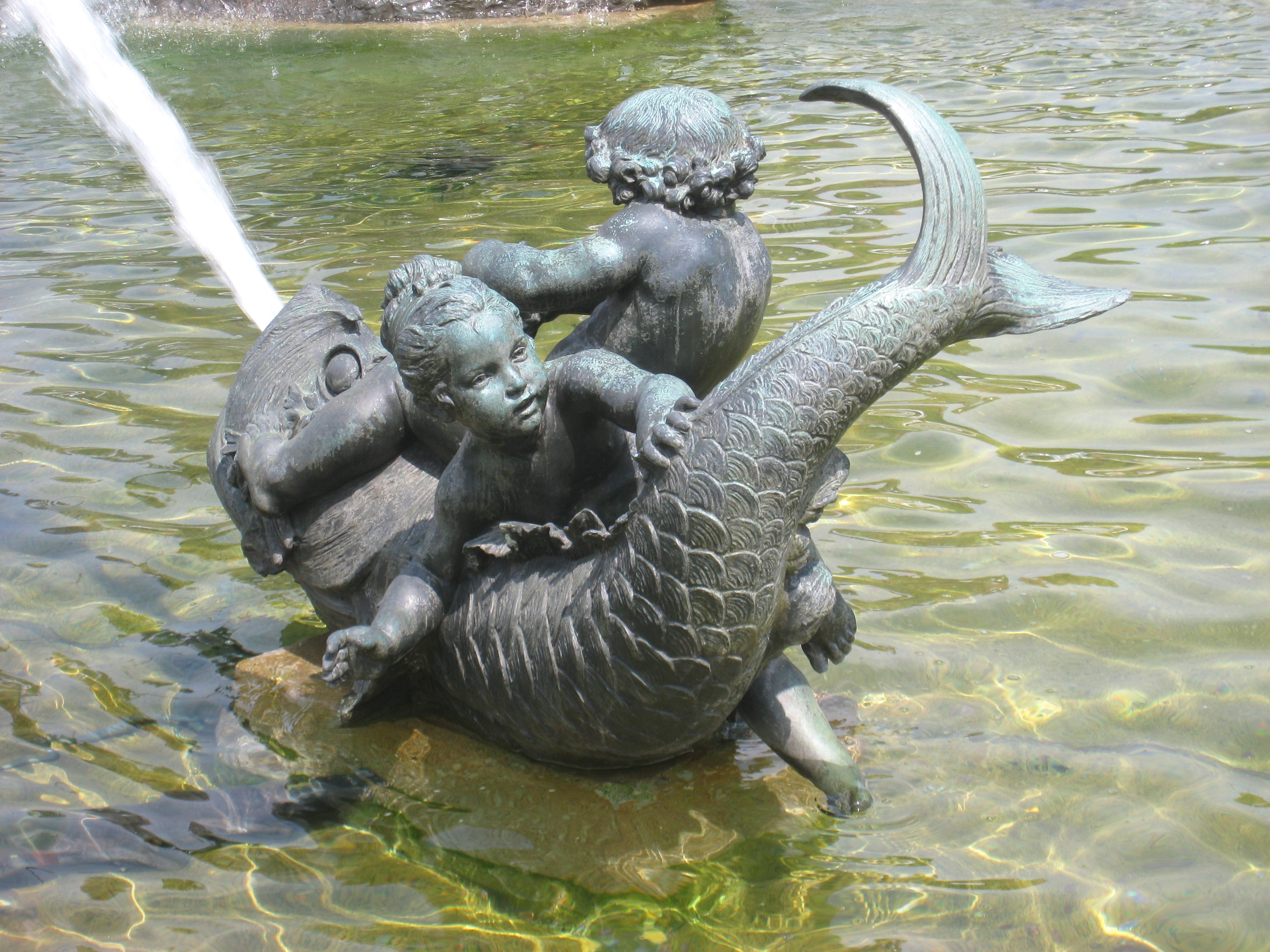

(pulsar sobre la imagen para ampliar) 

## Notas y referencias

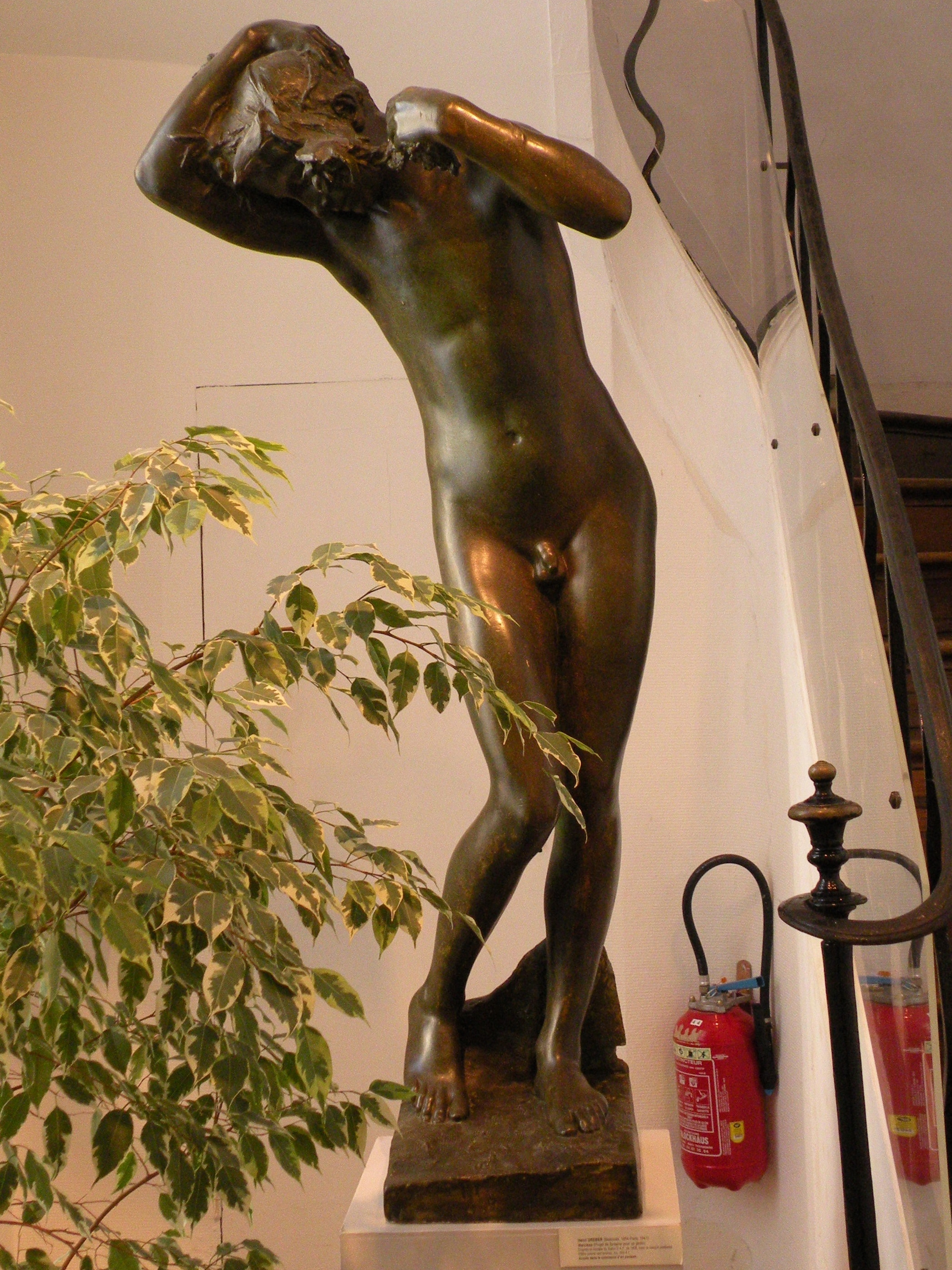
Henri-Léon Gréber, Narcisse,
musée départemental de l'Oise, Beauvais.